# Stechow-Ferchesar
Stechow-Ferchesar é um município da Alemanha, situado no distrito de Havelland, no estado de Brandemburgo. Tem 51,05 km² de área, e sua população em 2019 foi estimada em 894 habitantes.